# Murmanská oblast
Murmanská oblast (rusky Мурманская область [Murmanskaja oblasť]) je oblast na severozápadě Ruska. Byla založena 28. května 1938. Má rozlohu 144 902 km² a žije zde přibližně 656 tisíc obyvatel. Hlavním městem je Murmansk. Oblast je součástí Severozápadního federálního okruhu.

## Historie
Poloostrov Kola byl původně osídlen sámskými kmeny, kteří se sem rozšířili z Karélie už v 2. tisíciletí před n. l. Od 11. století začali na Kolu pronikat Slované (tzv. novgorodská kolonizace severovýchodní Evropy). Základním zaměstnáním obyvatel byl rybolov, chov sobů a lov kožešinové zvěře. Až do socialistické revoluce nebyl na Kole průmysl ani zemědělství. V období ruské občanské války byl poloostrov obsazen britskými a francouzskými intervenčními vojsky.
Rychlý růst průmyslu, kultury a obyvatelstva se stal v roce 1938 důvodem pro vytvoření nové samostatné správní jednotky – Murmanské oblasti – z Murmanského okruhu a Kandalakšského okresu Karelské autonomní sovětské republiky.
V roce 1940, po skončení sovětsko-finské války, se západní části Rybářského poloostrova a Středního poloostrova, které byly postoupeny Finskem SSSR, staly součástí Murmanské oblasti.
V roce 1944 byla do oblasti zahrnuta i oblast Pečenga, kterou SSSR získalo od Finska. V únoru 1947 zakoupil Sovětský svaz od Finska tzv. Sektor Janiskoski-Niskakoski o rozloze 176 km² a začlenil jej do Murmanské oblasti.

## Oblastní symboly

### Vlajka
Vlajka Murmanské oblasti je tvořena listem o poměru stran 2:3, se dvěma vodorovnými pruhy: modrým a červeným o poměru šířek 4:1. Modrý pruh nese vyobrazení polární záře, rozmístěné uprostřed pruhu v délce odpovídající šířce listu a šířce odpovídající 2/5 této šířky.

## Geografie
Oblast se rozkládá na poloostrově Kola a jihozápadní část na přilehlé pevnině (Kovdorský okres). Z větší části leží za severním polárním kruhem. Hraničí v rámci Ruska s Karelskou republikou na jihu, s Norskem (kraj Finnmark) na severozápadě a s Finskem (provincie Laponsko) na západě. Pobřeží omývá na severu Barentsovo moře a na jihovýchodě Bílé moře.

## Přírodní podmínky

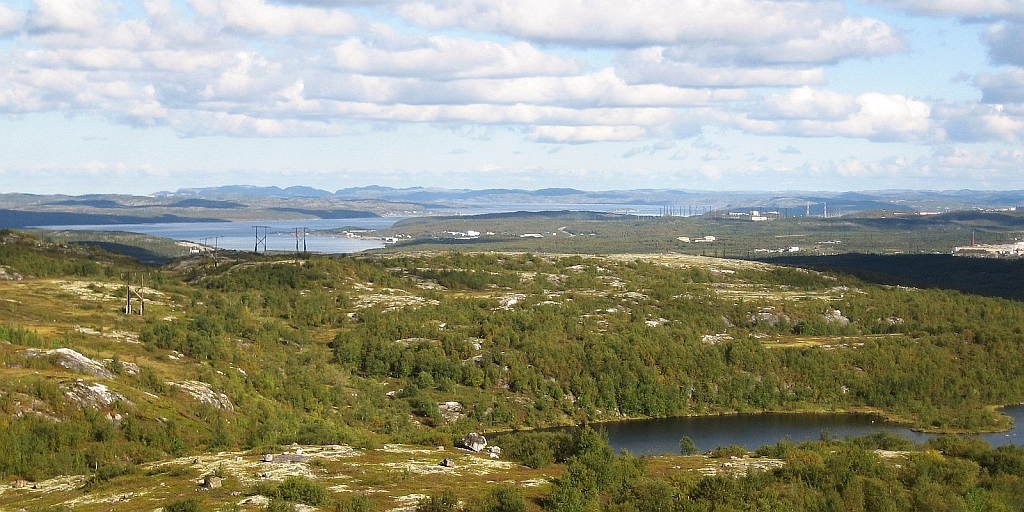
Krajina u Kolského zálivu

### Klima
Podnebí je v jižní části mírné přímořské a v severní části subarktické, zmírňované vlivem teplého Golfského proudu. Ten umožňuje celoroční splavnost okolních moří. Zima je dlouhá, ale ne příliš tuhá. Průměrná teplota v lednu dosahuje -8 až -13 °С. V zimě je charakteristická polární noc (10. prosince – 8. ledna) a v létě polární den (27. května – 18. července). Léto je krátké a chladné, průměrná teplota v červenci je 8 až 14 °C. Průměrné roční množství srážek je od 350 do 1000 mm (v horských oblastech).

### Vodní zdroje
Říční síť je hustá. Řeky patří k úmořím Barentsova a Bílého moře a vyznačují se peřejemi a jsou bohatým zdrojem hydroenergie. V dávné minulosti byl celý poloostrov pokryt ledovcem. Poté, co ledovec roztál, zůstaly na zemském povrchu mnohé rýhy a prohlubně. Proto je v oblasti mnoho řek a jezer. Nejdelší řekou je Ponoj. Do Bílého moře dále ústí Čapoma, Strelna, Varzuga, Kolvica, Umba, Niva a Kovda. Do Barentsova moře ústí Tuloma, Kola, Teriberka, Voroňja, Rynda, Harlovka, Varzina a Jokanga. Největší jezerem je Imandra. Další jezera jsou Kovdozero, Umbozero, Lovozero, Jenozero, Kolvické jezero, Vjalozero, Kanozero, Sergozero, Horní Ondomzero, Babje, Čudzjavr.

### Půdy a flóra
Půdy jsou většinou podzolové, bažinaté a tundrové. Severní část vyplňuje tundra (20 % rozlohy), jižněji je lesotundra a na samém jihu severská tajga. Více než 30 % oblasti je porostlé lesy. Stromy na severu oblasti jsou často zakrslé (bříza, osika), dobře se zde daří smrku, setkáme se i s borovicí. Tundra je pokryta kobercem mechů a lišejníků. Roste zde mnoho jahod, borůvek, brusinek a jiných bobulí. Téměř 37 % oblasti tvoří bažiny.
Na území oblasti se nacházejí Chibinské hory – vedle Uralu jediný horský masív v evropské části Ruska, kam se každoročně sjíždí velké množství příznivců alpinismu.

### Fauna
Fauna není moc pestrá, přičemž ta vodní je bohatší než suchozemská. Často tu potkáme lišky, kuny, hranostaje, zajíce, ondatry a norky. Můžeme narazit i na polární lišku, vlka, rosomáka nebo ledního medvěda. Žijí zde losi, sobi, poletušky slovanské a lumíci. Z ptáků je zde možné potkat polárního kura, polární sovu, tetřeva. V lesích létají hýlové a sýkorky. Je zde také mnoho čajek a jiných mořských ptáků. Jsou zde rodiště ryb (treska, mořský okoun, platýs, sleď, zubatka, kambala. Nacházejí se zde Laplandská a Kandalakšská rezervace.

## Oblastní politika

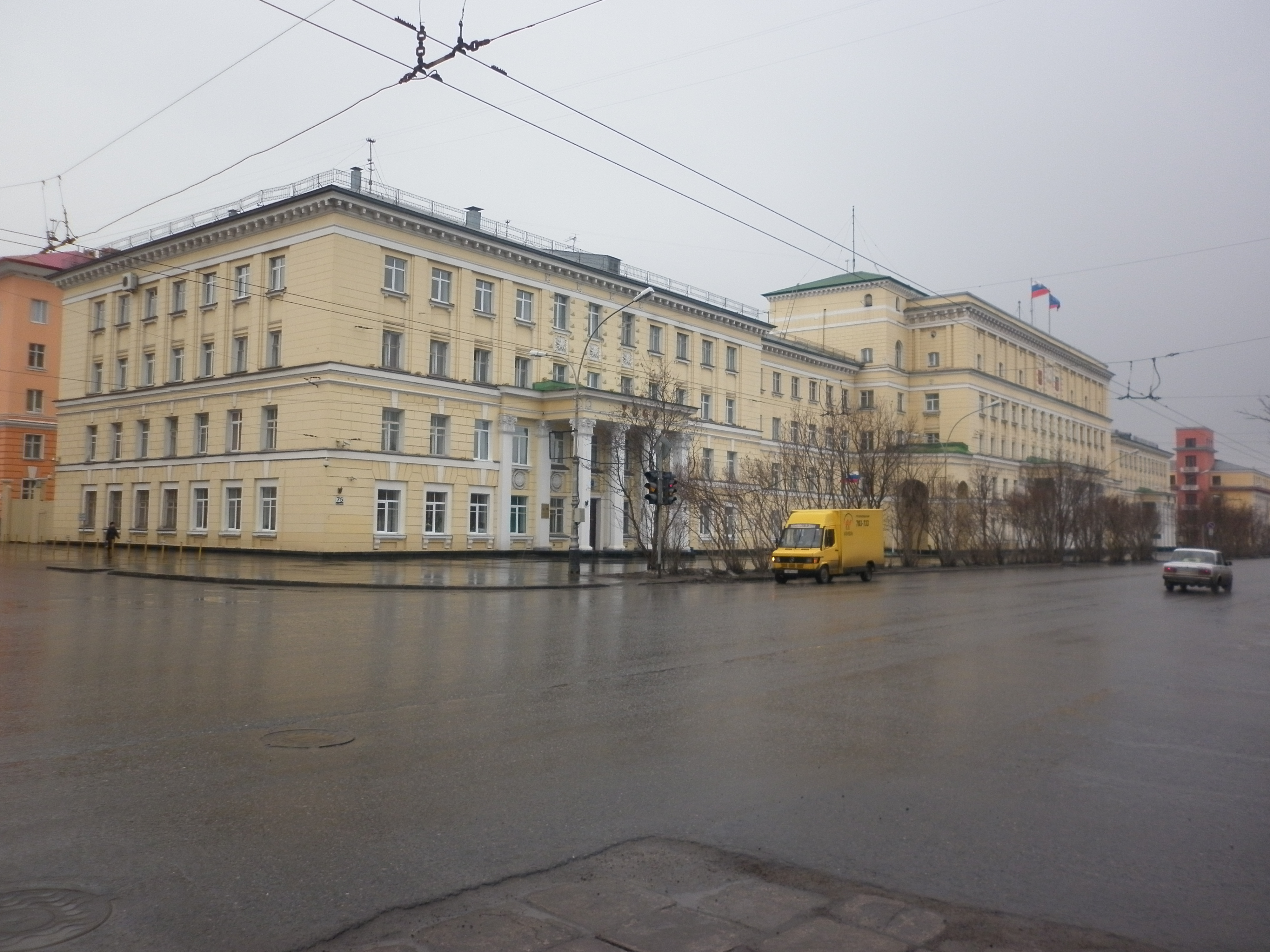
Budovy oblastní správy (vpravo) a městské správy (vlevo) na Leninově prospektu v Murmansku

Během období SSSR se o vysokou autoritu v oblasti dělily tři osoby: první tajemník Murmanského výboru KSSS (který měl ve skutečnosti největší autoritu), předseda oblastního sovětu (legislativní moc) a předseda výkonného výboru oblasti (výkonná moc). Od roku 1991 ztratila KSSS veškerou moc a hlavu Oblastní správy a nakonec byl gubernátor jmenován/zvolen vedle zvoleného regionálního parlamentu.
Charta Murmanské oblasti je základním zákonem regionu. Zákonodárný sbor Murmanské oblasti je stálým zákonodárným (reprezentativním) orgánem oblasti. Zákonodárný sbor vykonává svou působnost přijímáním zákonů, usnesení a jiných právních aktů a dohlíží na provádění a dodržování zákonů a jiných právních aktů jím přijatých. Nejvyšším výkonným orgánem je Oblastní vláda, která zahrnuje územní výkonné orgány, jako jsou okresní správy, výbory a komise, které usnadňují rozvoj a řídí každodenní záležitosti provincie. Oblastní správa podporuje činnost guvernéra, který je nejvyšším úředníkem a vystupuje jako garant dodržování Oblastní charty v souladu s ústavou Ruska.

### Gubernátoři Murmanské oblasti
| Jméno               | Období                          |
| ------------------- | ------------------------------- |
| Jurij Jevdokimov    | Prosinec 1997 – 21. březen 2009 |
| Dmitrij Dmitrijenko | 21. březen 2009 – 4. duben 2012 |
| Marina Kovtunová    | 4. duben 2012 – 21. březen 2019 |
| Andrej Čibis        | od 21. března 2019              |

### Předsedové Murmanské oblastní dumy
| Jméno           | Období            |
| --------------- | ----------------- |
| Pavel Sažinov   | 1994–2007         |
| Jevgenij Nikora | 2007–2011         |
| Vasily Šambir   | 2011–2014         |
| Michail Ilinych | 2014 – Současnost |

## Administrativní dělení
Murmanská oblast se dělí na 14 městských okruhů (z toho 7 uzavřených, (viz níže) a 6 rajónů:
- Kandalakšský rajón
- Kovdorský rajón
- Kolský rajón
- Lovozerský rajón
- Pečengský rajón
- Terský rajón

### Sídla
Města jsou v následující tabulce vyznačena tučně, běžným písmem pak sídla městského typu. Hvězdičkou jsou označena tzv. uzavřená města.
| Murmansk (Мурманск)             | 282 851      |
| Severomorsk* (Североморск)      | 55 005       |
| Apatity (Апатиты)               | 52 762       |
| Mončegorsk (Мончегорск)         | 40 425       |
| Kandalakša (Кандалакша)         | 29 047       |
| Kirovsk (Кировск)               | 25 586       |
| Oleněgorsk (Оленегорск)         | 19 533       |
| Poljarnyj* (Полярный)           | 17 105       |
| Kovdor (Ковдор)                 | 15 525       |
| Poljarnyje Zori (Полярные Зори) | 14 209       |
| Zapoljarnyj (Заполярный)        | 13 939       |
| Murmaši (Мурмаши)               | 13 646       |
| Sněžnogorsk* (Снежногорск)      | 12 995       |
| Gadžijevo* (Гаджиево)           | 12 731       |
| Nikel (Никель)                  | 10 389       |
| Kola (Кола)                     | 9 431        |
| Zaozjorsk* (Заозёрск)           | 9 154        |
| Rosljakovo (Росляково)          | 8 928        |
| Revda (Ревда)                   | 7 831        |
| Safonovo (Сафоново)             | 5 820        |
| Viďajevo* (Видяево)             | 5 701        |
| Zelenoborskij (Зеленоборский)   | 5 044        |
| Moločnyj (Молочный)             | 4 679        |
| Umba (Умба)                     | 4 280        |
| Alakurtti (Алакуртти)           | 3 424 (2010) |

## Ozbrojené síly
Murmanská oblast hraje důležitou roli pro ruské námořnictvo, které zde má několik základen a loděnic. 25 km severně od Murmansku, v Severomorsku má hlavní základní Severní loďstvo.

## Obyvatelstvo
Murmanská oblast začala být masivněji osidlována až ve 20. století. Zatímco v roce 1926 zde žilo 23 000 lidí, po 2. světové válce to byl již dvacetinásobek. Svého vrcholu dosáhlo osídlení těsně před rozpadem SSSR, kdy zde žilo přibližně 1 150 000 obyvatel. V posledních letech jejich počet postupně klesal na 865 000 v roce 2006.
Dne 2. února 2022 spustila ruská vláda program Hektar v Arktidě, kdy nabízí svým občanům hektar půdy zdarma pro přesídlení, rozvoj ekoturistiky, zemědělství apod. Pozemek je nabízen na pět let bez placení, následně si jej budou ruští občané moci koupit, pronajmout a nebo vrátit. Rusko si od toho slibuje příliv nových lidí do arktických oblastí. Jednou z určených oblastí je právě Murmanská oblast.

### Národnostní složení
|            | Sčítání 1926 | Sčítání 1926 | Sčítání 1939 | Sčítání 1939 | Sčítání 1959 | Sčítání 1959 | Sčítání 1970 | Sčítání 1970 | Sčítání 1979 | Sčítání 1979 | Sčítání 1989 | Sčítání 1989 | Sčítání 2002 | Sčítání 2002 |
| ---------- | ------------ | ------------ | ------------ | ------------ | ------------ | ------------ | ------------ | ------------ | ------------ | ------------ | ------------ | ------------ | ------------ | ------------ |
| Rusové     | 16 719       | 73,1 %       | 244 693      | 84,0 %       | 484 199      | 85,3 %       | 676 319      | 84,6 %       | 819 492      | 83,8 %       | 965 727      | 82,9 %       | 760 862      | 85,2 %       |
| Ukrajinci  | 212          | 0,9 %        | 16 730       | 5,7 %        | 32 384       | 5,7 %        | 56 279       | 7,0 %        | 81 177       | 8,3 %        | 105 079      | 9,0 %        | 56 845       | 6,4 %        |
| Bělorusové | 121          | 0,5 %        | 4 039        | 1,4 %        | 19 996       | 3,5 %        | 29 449       | 3,7 %        | 34 330       | 3,5 %        | 38 794       | 3,3 %        | 20 335       | 2,3 %        |
| Tataři     | 311          | 1,4 %        | 4 446        | 1,5 %        | 5 566        | 1,0 %        | 7 521        | 0,9 %        | 9 530        | 1,0 %        | 11 459       | 1,0 %        | 7 944        | 0,9 %        |
| Sámové     | 1 708        | 7,5 %        | 1 755        | 0,6 %        | 1 687        | 0,3 %        | 1 715        | 0,2 %        | 1 565        | 0,2 %        | 1 615        | 0,1 %        | 1 769        | 0,2 %        |
| Finové     | 1 697        | 7,4 %        | 4 317        | 1,5 %        | 1 197        | 0,2 %        | 751          | 0,1 %        | 710          | 0,1 %        | 590          | 0,05 %       | 426          | 0,05 %       |
| Karelové   | 414          | 1,8 %        | 3 804        | 1,3 %        | 3 766        | 0,7 %        | 3 577        | 0,4 %        | 3 482        | 0,4 %        | 3 505        | 0,3 %        | 2 203        | 0,2 %        |
| Ostatní    | 1 676        | 7,3 %        | 11 394       | 3,9 %        | 18 877       | 3,3 %        | 23 916       | 3,0 %        | 27 546       | 2,8 %        | 37 817       | 3,2 %        | 42 150       | 4,7 %        |

## Ekonomika
Dobře rozvinutý rybářský, hornický, chemický průmysl a průmysl barevných kovů.

### Průmysl
Větší podniky v oblasti:
- Apatit (Апатит) (Kirovsk) — výroba koncentrátu apatitu.
- Kandalakšský hliníkový závod (Кандалакшский алюминиевый завод) (Kandalakša) — výroba hliníku.
- Kolská společnost pro těžbu a zpracování barevných kovů (Кольская ГМК) (Mončegorsk, Zapoljarnyj) —výroba niklu, výroba mědi, kyseliny sírové.
- Murmanské síťové loďstvo (Мурманский траловый флот) (Murmansk) — produkce ryb.

### Energetika
Výrobu elektrické energie zabezpečuje Kolská atomová elektrárna a hydroelektrárny na řekách Tuloma (podvodní), Niva, Paz, Kovda a Voroňja. Dále se zde nachází Kislogubská přílivová elektrárna.
Od roku 2019 je ve výstavbě tzv. Kolská větrná farma, která bude dokončena v polovině roku 2022 a bude se skládat z 57 větrných turbín. Bude to největší arktická větrná elektrárna.

### Kolská hlubinná sonda
Unikátním objektem na území Murmanské oblasti je Kolská hlubinná sonda. Její hloubka převyšuje 12 km.

### Nerostné bohatství
Mezi základní nerosty těžené v oblasti patří apatit. Prakticky všechen apatit (cenná surovina pro tvorbu fosforového substrátu) se těží v Murmanské oblasti.
Na druhém místě je to pak železná ruda (10% ruské těžby) a rudy mědi a niklu. Také se těží ropa v šelfu Barentsova moře.

## Turistika
V poslední době nabývá na významu ekologická turistika. Jsou to především zahraniční turisté, kteří si přejí strávit dovolenou v místech, kam dosud nevstoupila noha člověka (např. chata u Jokaňgy).

## Doprava

### Silnice
Oblastí prochází federální silnice M-18 (Kola) ze Sankt Petěrburgu přes Petrozavodsk, Murmansk na hranice s Norskem dlouhá 1068 km.
Celkem je v oblasti 2566 km silnic, z toho 2472 km s tvrdým povrchem, včetně II kategorie (106 km), III kategorie (628 km).

### Železnice
Oblastí prochází železniční trať ze Sankt Petěrburgu do Murmansku (Murmanská železniční magistrála) s odbočkami do Kovdoru, Mončegorsku a Nikelu. Silná je nákladní doprava, v osobní převažuje dálková. Na některých vedlejších tratích není osobní doprava provozována.